# マリア・ベレニセ・ジアス
マリア・ベレニセ・ジアス（Maria Berenice Dias - 1948年ブラジルリオグランデドスー州サンチアゴ市生まれ。以下、「ジアス」という。）はブラジルのリオグランデスー州裁判所の元裁判官であって同州において初めて裁判官になった女性である。現在は家族法を専門とする。

## 略歴
祖父・父は両名共元州裁判官であって1973年ジアスはリオグランデドスー州において初めての女性裁判官となった。州裁判官としてリオグランデドスー州裁判所民事第7部の裁判長にまで出世した。専門は親族と相続法に関する裁判だった。
1997年にはブラジル家族法の最先端の研究・実務機関となっているブラジル家族法学会を設立し、2006年現在同学会の副会長に就任している。
また、同性間の関係に関する性的な差別を払拭し新たな家族モデルの承認を促進すべく、「オモアフェチビダジ（同情愛・homoafetividade）」という新語を造った。この用語が2011年5月5日に同性のカップルを家族団体として承認した連邦最高裁判所判決においても多くの裁判官の意見で採用され、その代表作『同愛結合—差別と正義』も複数回引用されている。
また、ジアス元州裁判官は自ら同裁判においてアミカスキュリエの代理人として弁論しており、学問の上だけでなく実務家としても運動家としてもブラジルにおける性的マイノリティーの権利保障に多大な貢献をしている。2006年にカナダ・モントレアルにおけるワールドアウトゲームズ（World Outgames）の大使となってLGBTIに関するジアスの活動は世界的に高く評価されている。
性的少数者の権利保障のほかに、女性の権利保障に関しても重要な活動をしてきた。ジュス・ウーマン（JusMulher）、女性新聞（Jornal Mulher）、DVダイヤル（Disque Violência）などによってブラジルにおける女性の権利保障に大きな影響を与え、その活躍は世界的に知られている。

## 作品
- "Manual de Direito das Famílias（家族法マニュアル）"
- "Manual das Sucessões（相続法マニュアル）"
- "Homoafetividade e os direitos LGBTI（同情愛とLGBTIの権利）" (初版は2001年の "União Homossexual: o Preconceito e a Justiça（同性愛的結合：差別と正義）"）
- "Alimentos: Direito, ação, exigibilidade e execução（扶養：権利、訴訟、請求可能性及び執行）"
- "A Lei Maria da Penha na Justiça（司法におけるマリア・ダ・ペニャDV防止法）"
- "Divórcio e o CPC（離婚と民事訴訟法典）"
- "Filhos do Afeto（情愛の子どもたち）"
- "Homoafetividade: o que diz a Justiça!（同情愛：司法はなんと言っているか）"
- "O Terceiro no Processo（訴訟における第三者）"など